# Cantiga de candomblé

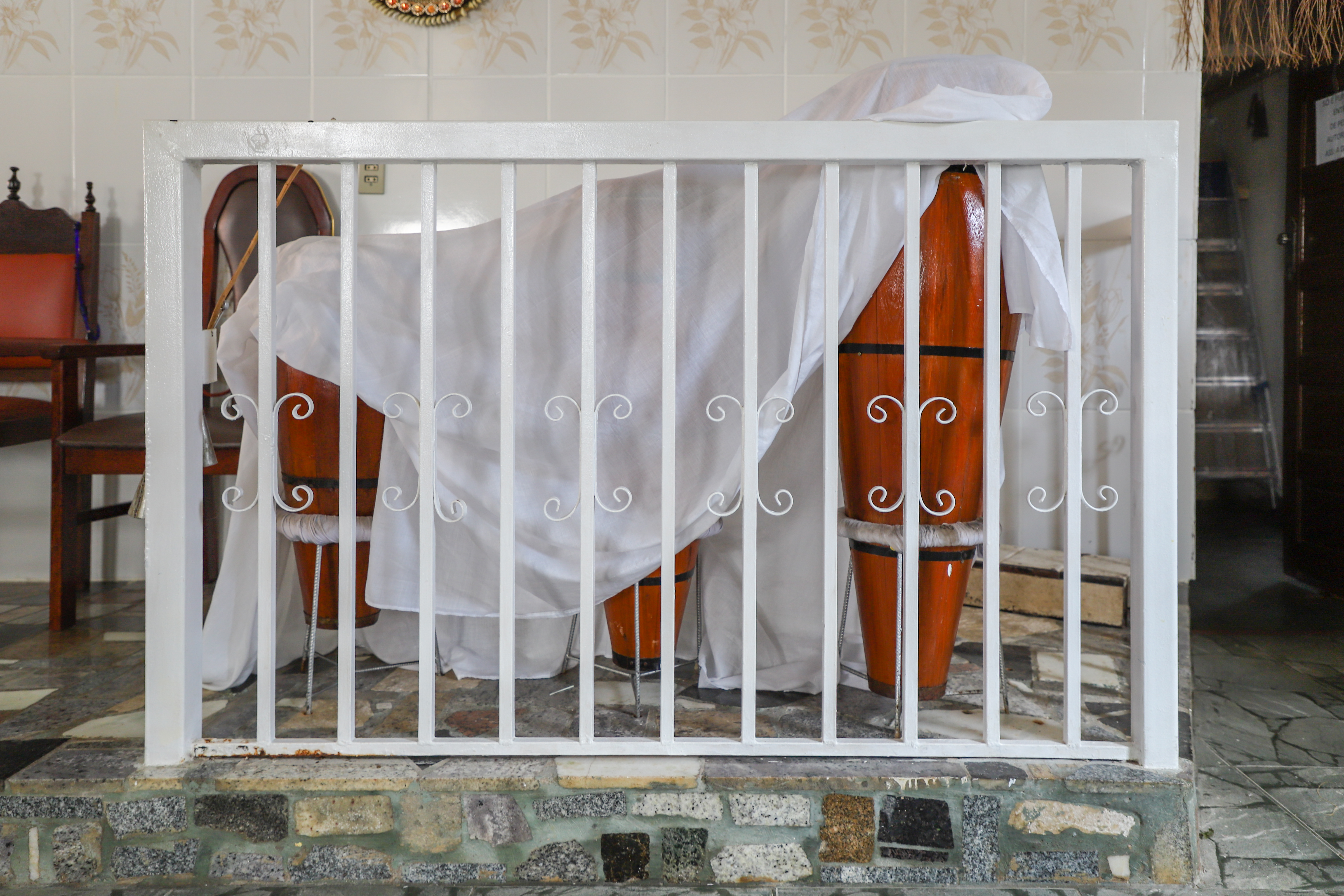
Os atabaques desempenham um papel fundamental na execução das cantigas e na musicalidade do Candomblé. Na imagem, atabaques do Ilê Axé Ibá Leci, em Salvador.

Xirê é uma palavra iorubá que significa roda, ou dança utilizada para evocação dos Orixás conforme cada nação.

## Candomblé
No candomblé cada ritual tem cantigas específicas, exemplo as cantigas de sasanha são é sequência de cantigas usadas durante o ritual de rezar as folhas ou sasanha, dirigido pelo babalossaim sacerdote de Oçânhim, na falta deste dirigido pelo babalorixá ou ialorixá. Onde cada folha tem sua cantiga, que deve ser entoada para ativar o axé da mesma.
Cantigas de Xirê, sequência de toques e cantigas que são executados durante uma festa de candomblé. Antes de começar o xirê é necessário despachar o padê, que poderá ser feito durante o dia ou um pouco antes do começo da festa. O xirê sempre começa com as cantigas de Exu, em seguida as de Oxóssi, tem uma sequência pré-estabelecida de cantigas para todos os Orixás que varia de nação para nação. As cantigas de Rum são as cantigas executadas para o Orixá dançar em uma festa, costuma dizer-se (dar Rum ao santo), nessas cantigas os Orixás fazem a coreografia conforme a cantiga e o desempenho do alabê no atabaque maior (Rum), caso o alabê cometa algum engano, Orixás mais antigos podem parar de dançar, corrigindo o ogã para que ele cante a cantiga na sequência certa ou no ritmo certo. Não devem ser cantadas fora da cerimônia.
Cantigas Fúnebres são as cantigas do ritual de enterro de uma pessoa do candomblé, essas cantigas não devem ser cantadas fora dessa cerimônia. Cantigas de Axexê são as cantigas executadas durante o ritual do axexê, não devem ser cantadas fora dessa cerimônia. Cantigas de Sotaque, segundo Edison Carneiro, são cantigas de segundas intenções, contra alguém que se encontra na assistência durante as festas.

## Divisão de acordo com a nação e o dialeto
- Cantiga de Queto
- Cantiga de Jeje
- Cantiga de Ijexá
- Cantiga de Angola
- Cantiga de Omolocô
- Cantiga de Congo
- Cantiga do Xangô do Nordeste
- Cantiga do Batuque
- Cantiga do Xambá